# Barnave
Barnave é uma comuna francesa na região administrativa de Auvérnia-Ródano-Alpes, no departamento de Drôme. Estende-se por uma área de 13,06 km². Em 2010 a comuna tinha 209 habitantes (densidade: 16 hab./km²).